# Infierno en el paraíso
Infierno en el paraíso es una telenovela mexicana producida por Carlos Sotomayor para Televisa en el año 1999. 
Está protagonizada por Alicia Machado y Juan Ferrara, con las participaciones antagónicas de Julieta Rosen, Diana Bracho, Julio Bracho y Rafael del Villar y con las actuaciones estelares de Silvia Derbez, Héctor Suárez Gomis, Itatí Cantoral, Magda Guzmán y Rosa María Bianchi.

## Sinopsis
Alejandro Valdivia es un exitoso empresario, dueño de una lujosa hacienda llamada "El Paraíso", donde cultiva tabaco. Está casado con Fernanda, una mujer tan hermosa como frívola a quien ama profundamente. Un día, Alejandro descubre que Fernanda le ha sido infiel y se enfrenta a ella. Fernanda intenta huir, pero Alejandro, enfurecido y celoso, la persigue en su automóvil, provocando un extraño accidente en el que ella desaparece y se le da por muerta.
Más adelante,  Alejandro vive agobiado por el sentimiento de culpa y no consigue ser feliz. 
Aparece un cadáver con un colgante que el propio Alejandro regaló a Fernanda y, al encontrase el cuerpo en grave estado de descomposición, es imposible reconocer el cadáver por lo que se firma su acta de defunción y se procede a enterrar el cuerpo encontrado en un velatorio donde todos se niegan a aceptar que estén asistiendo a algo así. 
Por otra parte, está Marián Ordiales, una muchacha mucho más joven que él por la que se sentirá atraído cuando, el mismo día del entierro de Fernanda, la conoce en el cementerio accidentalmente.
Por azar del destino, ambos se encuentran otra vez en un momento crucial en el que Marián salva a Alejandro de cometer una locura ante la pena y remordimiento por el recuerdo de la difunta e inician una bonita relación.
Alejando decide rehacer su vida con Marián y contraen precipitadamente matrimonio; pero las cosas no serán tan fáciles cuando se encuentren con la oposición de toda la familia de Alejandro al irse a vivir a "El Paraíso" ya convertidos en pareja. Especialmente la de su hermana, Dariana, quien desea quedarse como única heredera de la fortuna de Alejandro, y junto a su hijo, inventará intrigas para crear conflictos y deshacerse de Marián haciéndola pasar por loca y comparándola continuamente con la difunta.

## Elenco
- Alicia Machado - Marián Ordiales
- Juan Ferrara - Alejandro Valdivia
- Julieta Rosen - Fernanda Prego de Valdivia / Francesca Paoli Prado
- Diana Bracho - Dariana Valdivia
- Julio Bracho - Antonio Valdivia
- Héctor Suárez Gomis - Ricardo Selma
- Magda Guzmán - Fernanda "Nanda" Vda. de Prego
- Silvia Derbez - Angélica Vda. de Clemente
- Itatí Cantoral - Francesca Paoli Prado
- Rosa María Bianchi - Dolores Almada de Fernández
- Arsenio Campos - Santiago
- Elizabeth Aguilar - Connie
- Sergio Corona - Padre Juan
- Tony Bravo - Javier
- Roxana Castellanos - Janet
- Sharis Cid - Claudia Fernández Almada
- Elsa Cárdenas - Elsa
- José Antonio Estrada
- Consuelo Mendiola - Laura Fernández Almada
- Aurora Molina - Herminia
- Ángel Heredia
- Paco Ibáñez - Federico Ordiales
- Archie Lafranco - Paul Rivers
- Israel Jaitovich - Gerardo
- Arturo Laphan - Fermín
- Sebastián Moncayo - Gustavo
- Fernando Moya - Pancho
- María Prado - Doña Mary
- Mariana Sánchez - Lucina
- Rafael del Villar - Lic. Villanueva
- Marlene Favela - Patricia
- Amparo Garrido - Amparo
- Marco Uriel - Dr. Héctor Lapuente
- Manola Diez - Azela
- Alejandro Ávila - Felipe
- Martha Aline - Cecilia
- Victoria Ruffo
- Francisco Gattorno
- Elia Domenzain - Chela
- Francisco Avendaño - Genaro
- Ignacio Guadalupe - Poncho
- Carlos Speitzer
- Dulce María - Dariana Valdivia (niña)

## Equipo de producción
- Historia original: Nora Alemán
- Co-autora: Nora I. Sánchez A.
- Edición literaria: Alejandra León de la Barra, Martín Tamez
- Tema de entrada: Si he sabido amor
- Intérprete: Alejandro Fernández
- Escenografía: Rocío Vélez
- Ambientación: Claudia Rodríguez
- Diseño de vestuario: Iliana Pensado, Montserrat González
- Diseño de imagen: Televisa San Ángel
- Editores: Angel Domínguez, Omar Blanco
- Musicalizadores: Jesús Blanco, Julio César Blanco
- Jefes de producción: Elías Solorio, Juan Nápoles
- Gerente de producción: Juan Manuel Silva
- Director de cámaras adjunto: Aurelio García
- Director adjunto: Mario Mandujano
- Director de cámaras: Armando Zafra
- Coordinador general: J. Antonio Arvizu
- Director de escena: Sergio Cataño
- Productor asociado: Rafael Urióstegui
- Productor: Carlos Sotomayor

## Curiosidades
La historia recuerda muchísimo a Rebecca de Daphne du Maurier pese a no ser una versión de dicha obra. La escritora de la telenovela hizo la historia sin inspirarse en la película clásica ni en las adaptaciones televisivas que hay pero siempre se la ha acusado de haber plagiado, una vez más, el trillado tema de la mansión donde todos adoran a la primera esposa del protagonista convirtiendo la vida de la nueva mujer de éste en un verdadero infierno. Además, tal y como ocurrió en otras adaptaciones, la primera mujer en realidad está viva y es quien se encarga de atormentar y enloquecer a la segunda mujer....